# 井上和香
井上 和香（いのうえ わか、1980年5月13日 - ）は、日本の女優、タレント、元グラビアアイドル。愛称はワカパイ、和香ちゃん。
東京都出身。インセント所属。日出女子学園高等学校卒業。スリーサイズは、B88cm W60cm H90cm。母親は元女優の嵯峨京子。

## 略歴
- 芸能事務所「インセント」に応募し、芸能界入りをする。
- 2002年10月、月刊誌『BOMB』（学習研究社）にてグラビアデビュー。
- 2003年、「第41回 ゴールデン・アロー賞 グラフ賞」を受賞。また、「日テレジェニック2003」にも選ばれる。同メンバーでは唯一の二十代かつ最年長だった。
- 2004年、舞台『SAY YOU KIDS〜20th Century BOX〜』にて女優デビューを果たし、連続テレビドラマ『WATER BOYS2』や映画『猿飛佐助II〜闇の軍団〜』にも出演する。
- 2006年、『黒い太陽』（テレビ朝日）にて連続テレビドラマのヒロイン役を務める。
- 2008年、『コラソンdeメロン』にて映画初主演。
- 2012年5月13日の誕生日に映画監督の飯塚健と結婚[1][2]。
- 2015年7月18日、第1子女児を出産[3]。
- 2020年12月31日、新型コロナウイルスへの感染を公表[4]。2021年1月18日、活動再開を報告[5]。
- 2024年3月18日、第2子妊娠を発表[6]。同年7月11日、第2子男児の出産を報告[7]。

## 人物・エピソード
- 母は、元女優の嵯峨京子（2014年逝去）。父は、料亭の板前であった（2019年5月19日逝去）。姉がいる[8]。
- 趣味は、ゴルフ、カラオケ、読書。特技は、水泳、料理（特に和食）、パソコンのタッチタイピング。
- シンガーソングライターのaikoのファン。高校生の頃から西川貴教のファンだったとも発言したが、本人から「全然そうは思えないんですけど。会った時ドライな態度だったのに」と言われた。
- バストはFカップ。その特徴から「ワカパイ」との呼称がある[注 1]。
- 口が平べたく、どことなく河童をイメージさせることに加え、Fカップのバストを持つことから、西川貴教からは「エロガッパ」とも呼ばれている。しかし当の井上は「エロガッパじゃないです！頭に皿とかないですから」とムキになって言い返すこともある[9]。
- デビュー当時には「和製モンロー」とも呼ばれた。これは当時のスリーサイズ（90 - 60 - 90）がアメリカの女優、マリリン・モンローと同じことから小堺一機がラジオで名付けたものだが実際にはモンローのサイズを小堺は間違えて覚えていた。
- デビュー前は牛丼店でアルバイトをしていた[10]。
- グラビアアイドルで、好きなスポーツも水泳だが、プライベートでは実はビキニを1枚も持っていないとのことで、「人前で水着になるのは恥ずかしい。ビキニは仕事でしか着たことがない。」と言う。プライベートで泳ぎに行く時には、スクール水着の上にTシャツと短パンをはいているとのことである[11]。
- グラビアの仕事は減ったが、本人は「水着は私の原点。望みがあれば水着の仕事もする」と述べている[12]。
- プロ野球は根っからの読売ジャイアンツファンである。特に阿部慎之助捕手(現読売巨人軍監督)の大ファン。
- 結婚後初めての夫・飯塚健の作品への参加となった『REPLAY & DESTROY』第4話では、撮影時に妊娠6ヶ月だったお腹の膨らみを生かし、妊婦の万引きGメンの役を演じた[13]。
- 事務所に応募する際、事務所提出用の履歴書が付いている雑誌を探したが見つからず、かわりにアルバイト用の履歴書を購入したが「写真の枠が小さい」と思い、30枚もの自身の写真を入れ、分厚くふくらんだ封筒を事務所へと送った。「30枚も写真を送ってくる人なんていなかったらしく、それが印象に残ったみたいです。」と述べている[14]。

## 出演

### テレビドラマ

#### 連続ドラマ
- WATER BOYS2（2004年7月 - 9月、フジテレビ） - 越野春香 役
- NHK夜の連続ドラマ 「トキオ 父への伝言」（2004年8月 - 9月、NHK総合） - 田村早智 役
- 鬼嫁日記（2005年10月 - 12月、関西テレビ） - 村井あゆみ 役
- ガチバカ!（2006年1月 - 3月、TBS） - 辻堂小牧 役
- 7人の女弁護士（2006年4月 - 6月、テレビ朝日） - 麻生恵理 役
- 金曜ナイトドラマ「黒い太陽」（2006年7月 - 9月、テレビ朝日） - ヒロイン・千鶴 役
- 土曜時代劇「オトコマエ!」（2008年4月 - 7月、NHK総合） - 「佐和膳」女将・佐和 役
- シバトラ〜童顔刑事・柴田竹虎 第9話 - 最終話（2008年7月 - 9月、フジテレビ） - 神奈川県警警務部監察官・常盤遼子警視 役
- 金曜ナイトドラマ「サラリーマン金太郎」（2008年10月 - 12月、テレビ朝日） - 末永美鈴 役
- 連続テレビ小説「つばさ」（2009年4月 - 9月、NHK総合） - 篠田麻子 役
- 土曜時代劇「オトコマエ!2」（2009年9月 - 12月、NHK総合） - 「佐和膳」女将・佐和 役
- 金曜ナイトドラマ「サラリーマン金太郎2」（2010年1月 - 3月、テレビ朝日） - 末永美鈴 役
- 新選組血風録（2011年4月-6月、NHK BSブレミアム） - お梅 役
- 荒川アンダー ザ ブリッジ（2011年7月 -9月 、毎日放送・TBS） - 島崎 役
- よる★ドラ「ビターシュガー」（2011年10月 - 12月、NHK総合） - 辻房恵 役
- ランナウェイ〜愛する君のために（2011年10月 - 12月 、TBS） - 山田幸恵 役
- プレミアムドラマ「そこをなんとか」（2012年10月 - 12月、NHK BSプレミアム） - 中道志織 役
  - そこをなんとか2（2014年8月 - 9月）
- 刑事110キロ（2013年4月 - 6月、テレビ朝日） - 木内菜穂子 役
  - 刑事110キロ 第2シリーズ（2014年4月 - 6月、テレビ朝日）
- たべるダケ（2013年7月 - 9月、テレビ東京） - 高津戸晴香 役
- プレミアムよるドラマ「今夜は心だけ抱いて」（2014年3月 - 4月、NHK BSプレミアム） - 真丘真季子 役
- 土曜ドラマ「限界集落株式会社」（2015年1月 - 2月、NHK総合） - 成瀬川瑞希 役

#### 単発・ゲスト出演
- ほんとにあった怖い話「憑かれた病院」（2004年11月29日、フジテレビ） - 主演・佐野美也子 役
- 離婚弁護士 新春スペシャル（2005年1月6日、フジテレビ） - 北原ゆかり 役
- 世にも奇妙な物語 春の特別編「倦怠期特効薬」（2005年4月12日、フジテレビ） - 中島ミユキ 役
- ほんとにあった怖い話スペシャル6 京都ミステリーツアーSP「乗せて…ください」（2005年8月23日、フジテレビ） - 主演・永田幸恵 役
- 火曜ドラマゴールド「検事 霞夕子 SP」（2006年11月7日・2007年10月2日、日本テレビ） - 桜木みどり 役
- 銭華2 DX豪華版（2007年4月4日、日本テレビ） - 琴塚理沙 役
- 新幹線ガール（2007年7月4日、日本テレビ） - 杉村亜紀 役
- 黒い太陽 '07スペシャル（2007年9月21日、テレビ朝日） - 千鶴 役
- ワタシ2.1「莉奈の場合」（2007年9月25日、関西テレビ☆京都チャンネル） - 主演・竹内莉奈 役
- 浅草ふくまる旅館 第8話（2007年10月 - 12月、TBS） - 来宮晴海 役
- 吉原炎上（2007年12月29日、テレビ朝日） - 花里 役
- 新春ワイド時代劇「徳川風雲録 八代将軍吉宗」（2008年1月2日、テレビ東京） - お須磨 役
- さば（2008年2月4日、フジテレビ） - トミコ 役
- 交渉人〜THE NEGOTIATOR〜 第5話（2008年1月 - 2月、テレビ朝日） - 岡村小百合 役
- 水曜ミステリー9（テレビ東京）
  - 「ブランド刑事3〜偽ブランド和牛殺人事件〜」（2008年7月30日） - 草野花子 役
  - 「鉄道警察官・清村公三郎8・追憶の殺人」（2012年2月8日） - 遠山南 役
  - 「ホテルGメン 具志堅陽子の殺人推理2」（2014年7月23日） - 新垣真紀子 役
- 金曜プレステージ「いじわるばあさん」（2009年1月9日、フジテレビ） - 伊知割マイコ 役
  - 金曜プレステージ「いじわるばあさん2」（2010年4月23日、フジテレビ）
  - 金曜プレステージ「いじわるばあさん3」（2011年1月28日、フジテレビ）
- LOVE GAME 第2話（2009年4月30日、読売テレビ） - 伊藤幸恵 役
- 必殺仕事人2009 第14話（2009年5月1日、ABCテレビ） - おゆう 役
- コールセンターの恋人（2009年8月21日、ABCテレビ）
- 相棒 Season8 第9話（2009年12月16日、テレビ朝日） - 池田美代子役
- 水戸黄門 第41部第9話「女意気地とニブイ奴・新宮」（2010年6月7日、TBS） - お佐和 役
- FACE MAKER 第2話（2010年10月14日、読売テレビ） - 内田優子・園部美和 役
- 土曜ワイド劇場
  - 「京都殺人案内32」（2010年2月27日、朝日放送） - 中野千明 役
  - 「西村京太郎トラベルミステリー54・伊豆の海に消えた女」（2010年10月2日、テレビ朝日） - ナオミ（謎の女）役
  - 「火災調査官・紅蓮次郎12」（2012年1月14日、テレビ朝日） - 内田鮎子 役
  - 「東京駅お忘れ物預り所5・滋賀しがらき～登り窯に殺意の炎!!」（2012年7月7日、テレビ朝日） - 箕島早紀 役
- 月曜ゴールデン （TBS）
  - 「赤かぶ検事奮戦記2 悪女の証言」（2010年10月18日） - 浦上真梨子 役
  - 「警視庁機動捜査隊2162・危険な女たち」（2011年10月31日） - 篠原弓絵 役
- Dr.伊良部一郎 第3話（2011年2月13日、テレビ朝日） - 中村奈緒 役
- ホンボシ〜心理特捜事件簿〜 最終話・第1部（2011年3月10日、テレビ朝日） - 椎名ゆかり役
- 新・警視庁捜査一課9係 season3 第5話（2011年8月3日、テレビ朝日） - 真嶋桜 役
- ドラマスペシャル「火車」（2011年11月5日、テレビ朝日） - 須藤薫 役
- 科捜研の女（テレビ朝日）
  - 第11シリーズ 第12話（2012年2月9日） - 上原美帆 役
  - 第18シリーズ 第5話（2018年11月22日） - 逢沢希 役
- ドラマスペシャル「SP〜警視庁警護課II」（2012年3月3日、テレビ朝日） - 川畑令子 役
- Answer〜警視庁検証捜査官 第8話（2012年6月6日、テレビ朝日） - 高瀬美和子 役
- ハンチョウ〜警視庁安積班〜 第10話（2012年6月11日、TBS） - 樋口亜希子 役
- 新・ミナミの帝王（2013年1月5日、関西テレビ） - 金子麻衣 役
- 金曜プレステージ「赤い霊柩車シリーズ31」（2013年4月19日、フジテレビ） - 志野あけみ 役
- 警部補 矢部謙三2 第3話（2013年7月26日、テレビ朝日） - 山川一子 役
- 大岡越前 第8話（2014年1月17日、NHK BSブレミアム） - おもん 役
- 私の嫌いな探偵 最終話（2014年3月7日、テレビ朝日） - 水沢優子 役
- 極悪がんぼ 第4話（2014年5月5日、フジテレビ） - 桃尻花瑠子 役
- 金曜プレステージ「女医・倉石祥子3 〜死の最終診断〜」（2014年6月13日、フジテレビ） - 宮崎小夜子 役
- 獣医さん、事件ですよ 第8話（2014年8月21日、読売テレビ） - 浜名リカ 役
- 私たちがプロポーズされないのには、101の理由があってだな 第15話（2015年2月17日、LaLa TV） - 麗子 役
- REPLAY & DESTROY 第4話・6話・最終話（2015年、MBS） - 中島葉月 役
- スペシャリスト 第9話（2016年3月10日、テレビ朝日） - 安西桂子 役
- 警視庁・捜査一課長 season2 第6話（2017年5月25日、テレビ朝日） - 君島ゆり菜 役

### テレビ番組
- SDM発!（2003年4月 - 9月、フジテレビ）レギュラーMC
- ド・ナイト（2003年4月 - 12月、テレビ朝日）準レギュラー
- 愛のエプロン3（2003年7月 - 2004年8月、テレビ朝日）準レギュラー
- 爆笑問題のバク天!（2003年10月 - 2006年3月、TBS）
- グラビアの美少女（2003年、MONDO21）
- 森田一義アワー 笑っていいとも!（2004年4月 - 2006年3月、フジテレビ）
  - 水曜レギュラー（2004年4月 - 9月）
  - 木曜レギュラー（2004年10月 - 2006年3月）
- どうぶつ奇想天外!（2004年10月 - 2007年9月、TBS）
- 不幸の法則（2004年10月 - 2005年9月、日本テレビ）司会アシスタント
- CS発!美少女箱（2004年11月 - 2005年4月、フジテレビ721）
- 知っとこ!（2004年5月15日、2008年5月24日、毎日放送）
- M-1グランプリ/第4回大会（2004年、ABCテレビ）
- Dynamite!（2004年12月31日、TBS）メインナビゲーター
- 格闘王（2005年3月、TBS）
- HERO'S（2005年7月 - 2007年12月、TBS）メインナビゲーター
- オンナのじかんですよ。（2006年12月26日・2007年6月25日、テレビ東京）
- ぐるぐるナインティナイン（2007年1月 - 2008年1月、日本テレビ）「ゴチになります!8」レギュラー
- DREAM（2008年3月15日、TBS）メインナビゲーター
- ナニコレ珍百景 投稿大感謝!!!!!!年末5時間半SP（2009年12月30日、テレビ朝日）珍定委員
- 時創人～ビジネスプロデューサーFILE～（2010年2月11日、テレビ東京）（初の経済番組の）司会

### テレビアニメ
- こちら葛飾区亀有公園前派出所 第361話「両津家三代、黄金郷への珍道中!」（2004年10月3日） - アンジェリーナ・ロペス 役
- 名探偵コナン #488「テレビ局の悪魔」（2007年10月22日、読売テレビ）- 本人 役

### 映画
- 猿飛佐助II〜闇の軍団〜（2004年） - 山吹 役
- コラソンdeメロン（2008年　監督：田中誠） - 主演・泉じゅん 役
- 荒川アンダー ザ ブリッジ（2012年　監督・脚本：飯塚健） - 島崎 役

### 舞台
- トニセン三部作・完結編 「SAY YOU KIDS〜20th Century BOX〜」（2004年4月11日 - 5月11日、演出：横内謙介）
- エブリ リトル シング（2008年7月11日 - 20日、原作：大村あつし、演出：岡村俊一） - 菜々美 役
- FUNNY BUNNY-鳥獣と寂寞の空- （2012年4月19日 - 4月30日、青山円形劇場　演出：飯塚健） - 服部茜 役

### PV
- 「嘘のつき方」 LOVE LOVE LOVE

### CM
- ウッドワン
- プロミス（2003年 - 2006年）
- NTTコミュニケーションズ（2004年）WAKA
- 引越社「アリさんマークの引越社」（2004年 - 2006年）
- サッポロビール「和ら麦・からり芋 おいしい水割り ごぶごぶ割り」篇（2013年）
- RIZAP「井上和香」篇・「井上和香　グラビア」篇（2019年）[15][16]

### ラジオ
- 日テレラジオ 女子アナミュージックミュージアム（2003年8月　ラジオ日本）
- STVラジオ・チャリティー・ミュージックソン（2003年12月24 - 25日　STVラジオ）
- 井上和香の就職戦士ブンナビ!　（2007年11月 - 2008年3月　文化放送）
- イマドキッ金曜日　（2008年4月 - 2009年4月　MBSラジオ）
  - 上記番組と同じ内容「イマドキッ」　（2008年4月 - 2009年4月　TBSラジオ）
- イマドキッ　（2009年4月 - 2009年9月　MBSラジオ）　（2009年4月 - 2009年10月　TBSラジオ）
  - 上記番組のタイトルを改名「イマドキッ シーズン2」　（2009年10月 - 2010年4月　MBSラジオ）
- 飛び出せ!イマドキッ　（2010年4月 -　2012年10月　MBSラジオ）

### インターネット
- BBbeat（2003年8月 - 2004年12月、ドリームネット・OCN）MC
- 井上和香インタビュー（2008年8月25日、モッテコ書店）

### その他
- OCN 「Blogzine（ブログ人）」（2004年）広告キャラクター
- 日本雑誌協会・雑誌愛読機関（2004年）イメージキャラクター
- 神戸コレクション2005A/W（2005年）ゲストモデル
- 厚生労働省・中央労働災害防止協会「平成18年度全国安全週間」（2006年）ポスター

## リリース作品

### イメージビデオ
- 日テレジェニック2003 井上和香「和香物語」（2003年7月、バップ）
- 初恋（2004年4月、デジキューブ）
- WAKAMANIA（2004年4月、ポニーキャニオン）
- WAKASAWAGI（2004年6月、デジキューブ）
- 和香日和（2005年10月、リバプール）
- 和香白書（2006年9月、リバプール）

### 写真集
- ファースト写真集「W」（2003年2月、学習研究社）ISBN 4-05401-959-5
- YOUNG SUNDAY SPECIAL GRAPHIC VOL.4 WAKAZAKARI（2003年10月、小学館）ISBN 4-09104-015-2
- わかしぼり（2004年5月、講談社）ISBN 4-06364-573-8
- ワカコレ（2004年10月、学習研究社） ISBN 978-4-05-402262-1
- IW （2010年9月、学研マーケティング） ISBN 978-4-05-404658-0

## 受賞歴
- 日テレジェニック2003（2003年）
- 第41回ゴールデン・アロー賞 グラフ賞（2003年）
- 第9回 ネイルクイーン タレント部門（2004年）
- 2006年度 サンキストオレンジデープリンセス（2006年）
- スワロフスキー 「CRYSTALLIZED STYLE AWARD 2007」 ベストドレッサー賞・女性部門（2007年）